# Hulcote (Bedfordshire)
Hulcote – wieś w Anglii, w hrabstwie ceremonialnym Bedfordshire, w dystrykcie (unitary authority) Central Bedfordshire. Leży 16 km na południowy zachód od centrum miasta Bedford i 68 km na północny zachód od centrum Londynu.